# Пјанапуча (Пескара)
Пјанапуча (итал. Pianapuccia) је насеље у Италији у округу Пескара, региону Абруцо.
Према процени из 2011. у насељу је живело 297 становника. Насеље се налази на надморској висини од 122 м.